# Brassia cauliformis
Brassia cauliformis är en orkidéart som beskrevs av Charles Schweinfurth. Brassia cauliformis ingår i släktet Brassia och familjen orkidéer.
Artens utbredningsområde är Peru. Inga underarter finns listade i Catalogue of Life.